# Nimrod Hayet

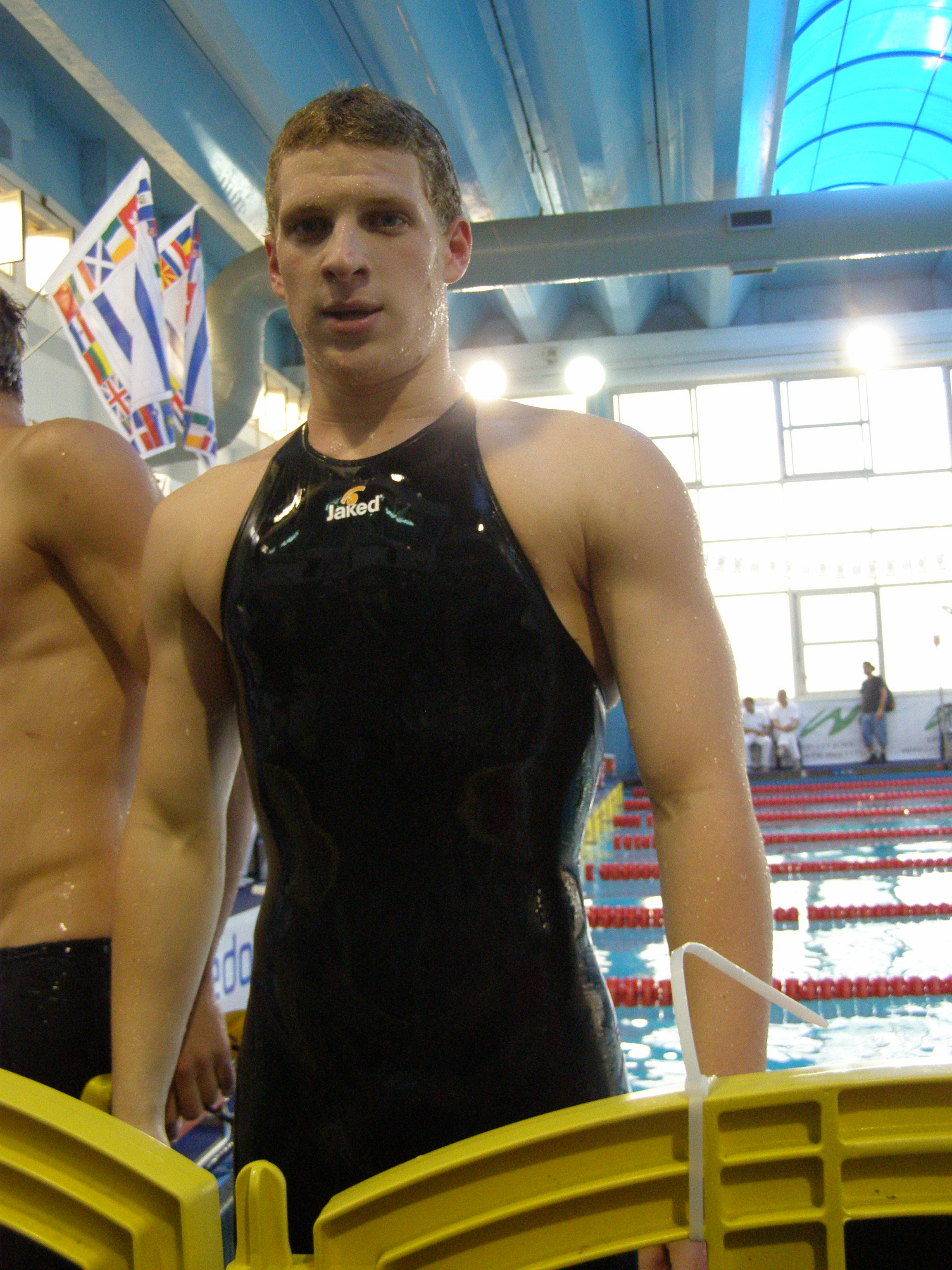
Nimrod Hayet vid Maccabiah Games 2009

Nimrod Hayet (hebreiska: נמרוד חייט), född 1991 i Xi'an, är en israelisk simmare.
Hayet började simma vid åtta års ålder. Vid 10 års ålder började han vinna medaljer, och han satte rekord i fjärilsim för sin åldersgrupp. Vid de israeliska mästerskapen 2007 vann han två bronsmedaljer, i 100 respektive 200 meter fjärilsim. Vid ungdoms-OS i Belgrad slutade han på en femte plats på 400 meter medley, och en sjätteplats över 200 meter. Vid Maccabiah Games 2009 vann han fyra medaljer. Han tog två guld på 200 meter fjärilsim samt 200 meter medley, silver på 400 meter medley och brons på 100 meter fjärilsim. 